# Hidalgo (stat)
 For alternative betydninger, se Hidalgo. (Se også artikler, som begynder med Hidalgo)
Hidalgo er en stat i det centrale Mexico, med et areal på 20.502 km². I 2000 havde staten et anslået indbyggertal på 2.231.000. Staten er opkaldt efter den mexicanske uafhængighedsleder Miguel Hidalgo. Statens hovedstad er Pachuca. I staten ligger også byen Tula som er hjemsted for de ældgamle tolteker-ruiner af samme navn.
ISO 3166-2-koden er MX-HID.
Guvernører i Hidalgo siden 1957:
1. 1957-1958: Alfonso Corona del Osal
2. 1958-1963: Oswaldo Cravioto Cisneros
3. 1963-1969: Carlos Ramírez Guerrero
4. 1969-1975: Manuel Sánchez Vite
5. 1975-1981: Jorge Rojo Lugo
6. 1981-1987: Guillermo Rossel de la Lama
7. 1987-1993: Adolfo Lugo Verduzco
8. 1993-1999: Jesús Murillo Karam
9. 1999-2005: Ángel Núñez Soto
10. Fra 2005: Miguel Osorio Chong